# Borussia 06 Hildesheim
El Borussia 06 Hildesheim fue un equipo de fútbol de Alemania que alguna vez jugó en la Oberliga.

## Historia
El Borussia fue fundado en el año 1946 mediante la fusión del RSV Hildesheim con el Reichsbahn SG Hildesheim para crear al RSV Borussia 06 Hildesheim. Dos años más tarde, los ferroviarios se separaron de nuevo desde el VRS y el Borussia cambió su nombre a SV Borussia. En el mismo año de ascenso a la segunda categoría en la división de Hildesheim quedaron en último lugar. Desde 1949 el Borussia jugó en la tercera categoría de aficionados de la Amateurliga.
Durante la temporada 1951-1952 el club se trasladó al Verein den Sportplatz an der Lucienvörder Allee y ganó en la final de la temporada del campeonato. La siguiente ronda de la promoción del Borussia se impuso y logró ascender a la Amateur Oberliga Niedersachsen -East. Allí, el equipo se reunió con los rivales locales del VfV Hildesheim, de quien era considerado su sombra. En la temporada 1953/54 el Borussia alcanzó su mejor resultado con el quinto lugar. Dos años más tarde, el equipo se enfrentó por última vez al vfv.
En 1960, el Hildesheim de la liga amateur tuvo que desmontar un después en la relegación de descenso contra los aficionados de Eintracht Braunschweig y Sportfreunde Ricklingen. Un año más tarde, el equipo fue aceptado en la Bezirksklasse. Sólo en 1970 después de la subida del Bezirksliga un renacimiento. En 1981 alcanzó la cumbre en el Bezirksoberliga Hannover antes de que a finales de 1980 comenzó un descenso deportivo.
Después de dos descensos consecutivos, Borussia fue en 1995 a la Kreisliga Hildesheim. Después resurgimiento directa se mantiene el equipo hasta el año 2000 en la Bezirksklasse. En 2003 fue el punto más bajo en el área deportiva por descender a la Kreisliga. El 1 de julio de 2003, el Borussia se fusionó con el departamento de fútbol del VFV Hildesheim para crear al VfV 06 Hildesheim.